# Miraj (Staat)
Miraj war ein Fürstenstaat Britisch-Indiens auf dem Dekkan-Plateau in den heutigen Bundesstaaten Maharashtra und Karnataka. Seine Hauptstadt war der Ort Miraj.
Der Brahmane Har Bhat Patwardhan stieg im Dienste des Peshwa der Marathen auf; er war der Vorfahr der Fürsten von Budhgaon, Miraj, Kurundwad, Sangli, Jamkhandi und Tasgaon. Govind Rao Patwardhan wurde um 1750 Raja von Miraj. Gangadhar Rao Patwardhan (1801–20), vertrieb seinen Neffen, der sich nach Sangli zurückzog. 1818–1947 war Miraj britisches Protektorat. 1820 kam es zur Erbteilung in die Linien Miraj Senior und Junior. Miraj Senior hatte 1941 eine Fläche von 885 Quadratkilometern und 108.000 Einwohner, Miraj Junior 508 Quadratkilometern und 36.000 Einwohner (1901). Beide Teile bestanden aus verstreut liegenden Dörfern in den Distrikten Satara, Belgaum (Belagavi), Solapur und Dharwad.
Nachdem Großbritannien am 18. Juli 1947 beschlossen hatte, Indien und Pakistan in die Unabhängigkeit zu entlassen (siehe Geschichte Indiens), wurde Miraj zunächst unabhängig, und die Rajas gründete zusammen mit 14 anderen Fürsten die United Deccan States, die am 5. Februar 1948 dem Staat Bombay eingegliedert wurden. Am 8. März vollzogen die Rajas formell den Anschluss an Indien. 1956 kamen die südlichen Dörfer durch den States Reorganisation Act zum Bundesstaat Mysore (1973 umbenannt in Karnataka), der Rest verblieb bei Bombay, aus dem 1960 der Bundesstaat Maharashtra entstand.